# Jacob Nampudakam
Jacob Nampudakam (ur. 10 sierpnia 1955 w Ayyampara w stanie Kerala w Indiach) – hinduski ksiądz katolicki, generał pallotynów w latach 2010-2022. Pierwszy nie-Europejczyk na tym stanowisku.
Ks. Jacob Nampudakam jest członkiem pallotyńskiej Prowincji Objawienia Pańskiego w Nagpur. Po ukończeniu studiów teologicznych w seminarium St. Charles w Nagpur otrzymał święcenia kapłańskie w roku 1981. Po święceniach pracował jako ojciec duchowny, dyrektor nowicjatu, dyrektor Centrum Animacji Pallotyńskiej. Pełnił też funkcje w pallotyńskim Zarządzie Generalnym jako Sekretarz Generalny i Radca Generalny. W czasie ostatnich 12 lat był on także Sekretarzem Generalnym ds. Formacji. 
Ks. Jacob Nampudakam otrzymał tytuł magistra z filozofii i duchowości, jak również licencjat z psychologii na Instytucie Psychologii Papieskiego Uniwersytetu Gregoriańskiego w Rzymie. 
4 października 2010 r. delegaci XX Zebrania Generalnego po raz pierwszy w historii wybrali Hindusa, i w ogóle współbrata spoza Europy, jako następcę założyciela pallotynów, św. Wincentego Pallottiego.
Jako Przełożony Generalny ks. Nampudakam pragnął skupić się na formacji i pracy misyjnej.
25 lutego 2014 papież Franciszek mianował go członkiem Kongregacji ds. Instytutów Życia Konsekrowanego i Stowarzyszeń Życia Apostolskiego.